# 旧邑郡
旧邑郡（越南语：／）是越南胡志明市下辖的一个郡。面积19.74平方公里，2019年总人口676000人。

## 地理
旧邑郡东接平盛郡和第十二郡，西和北接第十二郡，南接富润郡和新平郡。

## 历史
1976年5月20日，西贡-嘉定市革命人民委员会将亨通郡和通西会郡合并为旧邑郡，并重新划分下辖各坊为第一坊、第二坊、第三坊、第四坊、第五坊、第六坊、第七坊、第八坊、第九坊、第十坊、第十一坊、第十二坊、第十三坊、第十四坊、第十五坊、第十六坊、第十七坊17坊。
1976年7月2日，越南正式统一，西贡-嘉定市更名为胡志明市。旧邑郡随之划归胡志明市管辖。
1983年7月11日，第二坊并入第一坊，第六坊并入第五坊，第八坊、第九坊并入第三坊、第四坊、第七坊、第十坊，第十四坊并入第十三坊和第十六坊。
2006年11月23日，新平郡第十五坊部分区域划归旧邑郡第十二坊管辖；第十二坊析置第十四坊；第十二坊和第十一坊析置第八坊、第九坊；第十七坊析置第六坊。
2024年11月14日，越南国会常务委员会通过决议，自2025年1月1日起，第四坊和第七坊并入第一坊，第九坊并入第八坊，第十三坊分拆并入第十四坊和第十五坊。

## 行政区划
旧邑郡下辖12坊，郡人民委员会位于第十坊。
- 第一坊（Phường 1）
- 第三坊（Phường 3）
- 第五坊（Phường 5）
- 第六坊（Phường 6）
- 第八坊（Phường 8）
- 第十坊（Phường 10）
- 第十一坊（Phường 11）
- 第十二坊（Phường 12）
- 第十四坊（Phường 14）
- 第十五坊（Phường 15）
- 第十六坊（Phường 16）
- 第十七坊（Phường 17）

## 交通
- 越南鐵路
  - 南北線：旧邑站